# Division de Constantine
La division de Constantine est une division d'infanterie de l'armée de terre française qui fit notamment partie du 19e corps d'armée basé en Algérie. Elle regroupe les unités de l'Armée d'Afrique dans la région de Constantine. Elle met sur pied en avril 1943 la 3e division d'infanterie algérienne puis reprend son rôle d'unité territoriale jusqu'à la guerre d'Algérie.

## Création et différentes dénominations
- octobre 1837 : création division de l'Est à Bône

- février 1838 : la division est déplacé à Constantine (division de Constantine)
- septembre 1939 : dissolution, forme des divisions d'infanterie d'Afrique
- 1940 : recréé dans l'Armée d'Armistice comme division territoriale de Constantine
- novembre 1942 : devient division de marche de Constantine
- avril 1943 : dissolution, devient la 3e division d'infanterie algérienne
- février 1946 : division territoriale de Constantine
- mars 1956 : prend le nom de division militaire de Constantine
- mars 1957 : prend le nom de corps d'armée de Constantine
- juillet 1962 : prend le nom de 22e corps d'armée
- janvier 1963 : devient 2e division
- novembre 1963 : dissolution de la 2e division

## 1830-1914

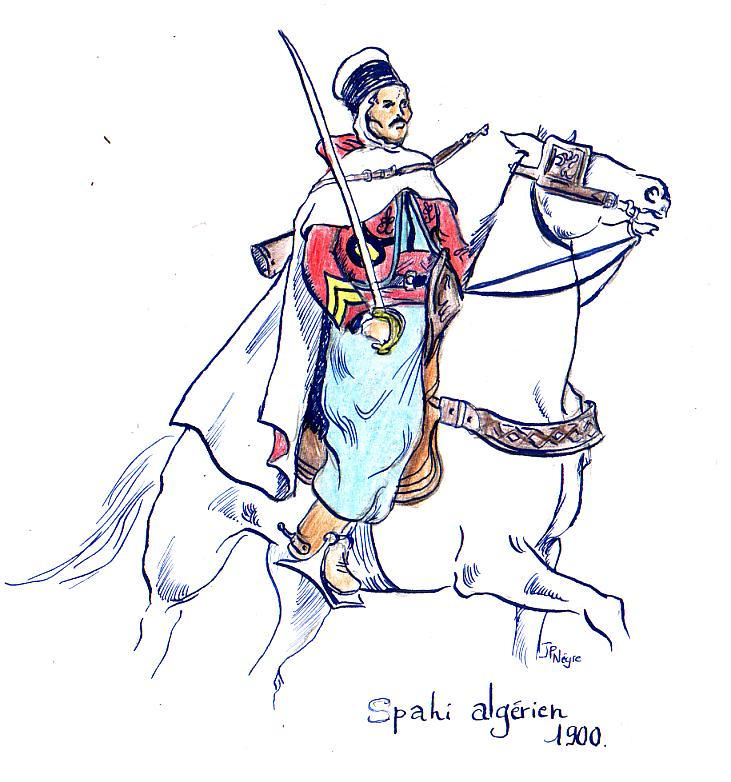
Spahis de la division de Constantine, 1900.

La division de l'Est est créée à Bône le 13 octobre 1837. Son poste de commandement est déplacé à Constantine le 5 février 1838.

### 1914-1939
En 1914, la division de Constantine est constituée d'une seule brigade :
- 3e brigade d'Algérie :
  - 3e régiment de zouaves à Constantine,
  - 3e régiment de tirailleurs algériens à Bône,
  - 7e régiment de tirailleurs algériens à Constantine.

En août 1939, la division est toujours organisée avec deux brigades :
- 3e brigade d'infanterie algérienne (Constantine)
  - 3e régiment de zouaves, à Constantine, Philippeville et Sétif,
  - 15e régiment de tirailleurs sénégalais à Philippeville, Djidjelli et Biskra ;
- 7e brigade d'infanterie algérienne (Constantine)
  - 3e régiment de tirailleurs algériens, à Bône et Souk Ahras,
  - 7e régiment de tirailleurs algériens, à Constantine, Guelma et Batna,
  - 11e régiment de tirailleurs algériens, à Sétif et Bougie.

### Seconde Guerre mondiale
À la mobilisation, la division est dissoute. Elle met notamment sur pied les 83e et 87e divisions d'infanterie d'Afrique. Elle est recréée en 1940 dans l'Armée d'Armistice. Elle est alors constituée des unités suivantes :
- 5e brigade d'infanterie d'Algérie (Constantine) :
  - 3e régiment de tirailleurs algériens, à Bône, Guelma et Tébessa,
  - 15e régiment de tirailleurs sénégalais, à Philippeville et Constantine ;
- 7e brigade d'infanterie algérienne (Sétif)
  - 3e régiment de zouaves, Constantine et Sétif,
  - 7e régiment de tirailleurs algériens, à Sétif et Bougie ;
- 3e brigade de cavalerie d'Algérie (Batna) :
  - 3e régiment de spahis algériens, à Batna et Biskra,
  - 3e régiment de chasseurs d'Afrique, à Constantine ;
- 67e régiment d'artillerie d'Afrique, à Constantine, Batna et Sétif,
- 25e escadron du Train,
- Deux groupes d'escadrons de la 7e légion de la Garde.

Après l'invasion alliée de la Syrie, plusieurs unités rapatriées du Levant stationnent sur le territoire de la division : le groupe autonome d'artillerie métropolitaine du Levant et le 29e escadron du Train à Constantine, 16e régiment de tirailleurs tunisiens à Philippeville et Bône et 2e régiment de marche de spahis (puis 6e régiment de spahis algériens) à Batna et Biskra.
Dès le 11 novembre 1942, des éléments de la division rejoignent la Tunisie envahie par l'Axe après l'opération Torch. À partir du 15 novembre 1942, la division de Constantine forme la division de marche de Constantine, ou division Welvert (du nom de son commandant). Elle est rattachée au XIXe corps d'armée français le 16 novembre.
Le 1er janvier 1943, division de marche de Constantin est rattachée pour emploi au IIe corps américain, restant rattachée administrativement au XIXe corps français. Les dix compagnies de la division territoriale non rattachées à la division de marche sont chargées de protéger les voies de communication alliées.
La division de marche de Constantine est constituée initialement des unités suivantes  :
- 3e régiment de zouaves,
- 1er régiment de tirailleurs algériens,
- 2e régiment de tirailleurs algériens,
- 3e régiment de tirailleurs algériens,
- 7e régiment de tirailleurs algériens,
- 9e régiment de tirailleurs algériens,
- 3e régiment de chasseurs d'Afrique,
- 5e régiment de chasseurs d'Afrique,
- 62e régiment d'artillerie d'Afrique,
- 64e régiment d'artillerie d'Afrique,
- 65e régiment d'artillerie d'Afrique,
- 66e régiment d'artillerie d'Afrique,
- 67e régiment d'artillerie d'Afrique.

puis des unités suivantes en 1943 :
- 4e régiment de tirailleurs tunisiens,
- 7e régiment de tirailleurs marocains,
- 15e régiment de tirailleurs sénégalais,
- 2e groupe de tabors marocains,
- 3e régiment de spahis algériens,
- 4e régiment de spahis tunisiens,
- Régiment d'artillerie coloniale du Maroc,
- Régiment d'artillerie coloniale du Levant.

Retirée du front mi-avril, la division de marche de Constantine est dissoute le 30 avril pour former la 3e division d'infanterie algérienne le 1er mai.

### L’après Seconde Guerre mondiale
En 1945, c'est  la division de Constantine qui est chargée de la répression des émeutes indépendantistes de Sétif et Guelma. La répression militaire fait plusieurs centaines de morts, voire plusieurs milliers,,.
En 1946, le 19e corps d'armée devient la 10e région militaire. La division territoriale de Constantine lui reste attachée. Elle recoupe les arrondissements de Constantine, de Bône, de Guelma, de Batna, de Sétif et de Bougie. Dès janvier 1949, la division d'Alger est réorganisée : son état-major est déplacé de Constantine à Batna pour se rapprocher des zones de potentiels troubles.
Le 17 mars 1956, la division territoriale de Constantine prend le nom de division militaire de Constantine. À la fin de l'été 1956, la division est organisée comme suit :
- zone opérationnelle Ouest (ZOO), avec la 19e division d'infanterie (PC à Sétif),
- zone opérationnelle Nord (ZON), avec la 14e division d'infanterie (PC à Constantine),
- zone opérationnelle Est (ZOE), avec la 2e division d'infanterie motorisée (PC à Bône),
- zone opérationnelle des Aurès-Némentchas (PC du commandement civil et militaire à Batna).

La division militaire, ne correspond plus à une division au sens tactique du terme, pris le nom de corps d'armée le 8 mars 1957. Fin 1958, le corps d'armée de Constantine est divisé en quatre zones :
- zone Ouest Constantinois (ZOC), avec la 19e division d'infanterie (PC à Sétif),
- zone Nord Constantinois (ZNC), avec la 14e division d'infanterie (PC à Constantine),
- zone Est Constantinois  (ZEC), avec la 2e division d'infanterie motorisée (PC à Bône), la 11e division d'infanterie (PC à Souk Ahras) et la 25e division parachutiste (PC à Tébessa),
- zone Sud Constantinois (ZSC), avec la 21e division d'infanterie (PC à Batna),
- groupe aérien tactique (GATAC) no 1 de l'armée de l'Air.

Après la putsch des généraux, les 11e division d'infanterie et 25e division parachutiste sont dissoutes le 30 avril 1961 et la 3e brigade d'intervention est créée pour être rattachée au corps d'armée.
En juillet 1962, le corps d'armée de Constantine (2e DIM, 14e, 19e  et 21e DI) prend le nom de 22e corps d'armée. Le 22e corps d'armée devient le 1er janvier 1963 la 2e division, PC à Philippeville, 21e brigade à Bône, 22e brigade à Constantine et groupement Ouest. La division est dissoute le 30 novembre 1963.

## Chefs de corps
- 1837 : général de Négrier
- 1841 : général de Négrier
- 1843 : général Baraguey d'Hilliers
- 1850 : général Leroy de Saint-Arnaud
- 1855 : général Cousin-Montauban
- .1858 : général Gastu
- 1864 : général Desvaux
- 1868 : général Perigot
- 1875-1879 : général Carteret-Trécourt
- 1901 : général Tartrat
- 1907-1909 : général Gillet
- 1934 - 1939 : général Rochard
- 1940-1941 : général Hupel
- 1942: général Welvert, mort pour la France le 10 avril 1943, lors de la Campagne de Tunisie.
- 1943: général Jacques Schwartz
- 1945 : général Duval
- 1957-1958 : général Loth[19],[20]
- 1958 : général Gilles[20]
- 1958 : général Olié[20]
- 1960-1961 : général Gouraud
- 1961 : général Ailleret
- 1961 : général Lennuyeux (en)[21]
- 1961-1962 : général Ducournau
- 1962 : général Kergaravat

## Sources et bibliographie
- (en) Ian Summer et François Vauvillier, The French Army, 1939-45 (2), Osprey Military, coll. « Men-at-arms » (no 318), 1998 (ISBN 1-85532-666-3, 978-1-85532-666-8 et 1-85532-707-4, OCLC 49674512, présentation en ligne).
- Thierry Sarmant, Philippe Schillinger et Michel Hardy, Inventaire de la série H, sous-série 1 H1091-4881 : Algérie 1945-1967, t. I : Introduction générale, Château de Vincennes, Service historique de l'Armée de terre, 2000 (ISBN 2-86323-129-4, ISSN 1269-7397, lire en ligne).

- (en) George F. Howe, United States Army in WWII - the Mediterranean - Northwest Africa: Seizing the Initiative in the West: [Illustrated Edition], Pickle Partners Publishing, 2014 (ISBN 978-1-78289-408-7, lire en ligne).